# Liste der Baudenkmäler in Dittenheim
Auf dieser Seite sind die Baudenkmäler in der mittelfränkischen Gemeinde Dittenheim zusammengestellt. Diese Tabelle ist eine Teilliste der Liste der Baudenkmäler in Bayern. Grundlage ist die Bayerische Denkmalliste, die auf Basis des Bayerischen Denkmalschutzgesetzes vom 1. Oktober 1973 erstmals erstellt wurde und seither durch das Bayerische Landesamt für Denkmalpflege geführt wird. Die folgenden Angaben ersetzen nicht die rechtsverbindliche Auskunft der Denkmalschutzbehörde.

## Ensembles

### Ensemble Ortskern Windsfeld
Windsfeld (Lage) ist ab dem 12. Jahrhundert urkundlich belegt. Die Anlage stellt sich als breit in Angerform angelegtes Straßendorf dar. Zu beiden Seiten des Angers reihen sich Drei- und einige Zweiseithöfe, deren meist erdgeschossige mit hohen Satteldächern versehenen Wohnhäuser giebelseitig zur Straße und damit aufeinander zu gestellt sind. Viele Höfe haben noch Altsitze bewahrt. Die Bebauung stammt überwiegend aus dem 19. Jahrhundert Der beherrschende Bau ist die Pfarrkirche, die im Kern noch ins 15. Jahrhundert datiert.
Aktennummer: E-5-77-122-1.

## Baudenkmäler nach Ortsteilen

### Dittenheim
| Lage                                                 | Objekt                                                 | Beschreibung | Akten-Nr.              | Bild           |
| ---------------------------------------------------- | ------------------------------------------------------ | --- | ---------------------- | -------------- |
| Alemannenstraße 3 (Standort)                         | Ehemaliges Gasthaus                                    | Zweigeschossiger Satteldachbau in Ecklage, teilweise Fachwerk, verputzt, mit kleinem Anbau, 18./19. Jahrhundert, teilweise erneuert                                                                        | D-5-77-122-2 Wikidata  | BW             |
| Alemannenstraße 6 ()                                 | Wohnstallhaus                                          | Eingeschossiger Satteldachbau, Naturstein verputzt, Mitte 19. Jahrhundert | D-5-77-122-3 Wikidata  |                |
| Alemannenstraße 8 (Standort)                         | Ehemaliges Austragshaus                                | Eingeschossiger Bau mit Mansarddach, unregelmäßige Form, Naturstein, 18./19. Jahrhundert | D-5-77-122-4 Wikidata  | BW             |
| Alemannenstraße 9 (Standort)                         | Ehemalige Scheune                                      | Eingeschossiger Satteldachbau mit Kniestock, massiv mit Vortreppe, erste Hälfte 19. Jahrhundert | D-5-77-122-12 Wikidata | BW             |
| Hauptstraße 11 (Standort)                            | Wohnstallhaus                                          | Eingeschossiges Gebäude mit Halbwalmdach, 18./frühes 19. Jahrhundert | D-5-77-122-6 Wikidata  | BW             |
| Hauptstraße 22 (Standort)                            | Wohnstallhaus eines Bauernhofes                        | Zweigeschossiger giebelständiger Satteldachbau, mit Inschrifttafel bezeichnet „1863“ | D-5-77-122-7 Wikidata  | BW             |
| Hospet 3; Hospet 7 (Standort)                        | Ehemaliger Bauernhof                                   | Zweigeschossiges Wohnstallhaus, Massivbau mit Halbwalm, Mitte 18. Jahrhundert; erste Hälfte 19. Jahrhundert verändert; mit zugehörigem schmalem Fachwerknebengebäude                                       | D-5-77-122-45 Wikidata | BW             |
| Kirchenbühl 2 (Standort)                             | Ehemalige Schule, Rathaus                              | Zweigeschossiger Walmdachbau, mit spätklassizistischen Stilelementen, 1876 | D-5-77-122-42 Wikidata | BW             |
| Parkstraße 3 (Standort)                              | Wohnhaus                                               | Zweigeschossiges Gebäude mit Halbwalmdach, Ende 18. Jahrhundert | D-5-77-122-8 Wikidata  | BW             |
| Sammenheimer Straße 3; Dr.-Stark-Straße 1 (Standort) | Evangelisch-lutherische Pfarrkirche St. Peter und Paul | Saalkirche, Chor und Untergeschosse des Turms spätgotisch, Langhaus, wohl nach Plänen von Gabriel de Gabrieli, 1699–1702, Turm 1729, Chorflankenturm 1793 erneuert, Turm mit Zwiebelhaube; mit Ausstattung | D-5-77-122-9 Wikidata  | weitere Bilder |
| Sammenheimer Straße 3; Dr.-Stark-Straße 1 (Standort) | Friedhofsmauer                                         | 18./19. Jahrhundert | D-5-77-122-9 Wikidata  | BW             |
| Sammenheimer Straße 5 (Standort)                     | Pfarrhaus                                              | Zweigeschossiges Gebäude mit Walmdach, östlich Halbwalm, in Ecklage, mit Fachwerk-Dachaufbau und Ziergiebeln, mit Eckquaderungen, in Formen des Heimatstils mit Elementen der Neurenaissance, 1898         | D-5-77-122-10 Wikidata | BW             |
| Sammenheimer Straße 9 (Standort)                     | Wohnstallhaus eines Bauernhofes                        | Zweigeschossiger Satteldachbau, bezeichnet „1884“ | D-5-77-122-11 Wikidata | BW             |

### Sammenheim
| Lage                       | Objekt                                          | Beschreibung | Akten-Nr.              | Bild           |
| -------------------------- | ----------------------------------------------- | --- | ---------------------- | -------------- |
| Sammenheim 1 (Standort)    | Ehemaliges Wohnstallhaus                        | Zweigeschossiger Satteldachbau in Ecklage, mit Eckrustika und Zinnenfries, bezeichnet „1894“; mit gusseiserner Vorgarteneinfriedung                                                              | D-5-77-122-15 Wikidata | BW             |
| Sammenheim 15 (Standort)   | Ehemaliges Gasthaus und Wohnstallhaus           | Zweigeschossiger giebelständiger Satteldachbau, bezeichnet „1752“ | D-5-77-122-16 Wikidata | BW             |
| Sammenheim 19 (Standort)   | Ehemaliges Austragshaus                         | Eingeschossiger Satteldachbau, Mitte 19. Jahrhundert | D-5-77-122-17 Wikidata | BW             |
| Sammenheim 24 (Standort)   | Ehemaliges Schulhaus                            | Zweigeschossiger Walmdachbau, 1788 | D-5-77-122-19 Wikidata | BW             |
| Sammenheim 24 a (Standort) | Evangelisch-Lutherische Pfarrkirche St. Emmeram | Markgrafenkirche, Chorturmanlage, mit Lisenengliederung, Turm mit Kuppelhaube, unter Verwendung von Teilen des Vorgängerbaus nach Plänen von Johann David Steingruber 1756–1762; mit Ausstattung | D-5-77-122-14 Wikidata | weitere Bilder |
| Sammenheim 25 (Standort)   | Pfarrhaus                                       | Zweigeschossiges Gebäude mit Halbwalmdach in Ecklage, 1815 | D-5-77-122-20 Wikidata | BW             |
| Sammenheim 70 (Standort)   | Bauernhaus                                      | Zweigeschossiges Gebäude mit Halbwalmdach, 1840 | D-5-77-122-25 Wikidata | BW             |
| Sammenheim 80 (Standort)   | Wohnstallhaus eines ehemaligen Bauernhofes      | Eingeschossiger Satteldachbau, im Kern frühes 19. Jahrhundert, bezeichnet „1904“ | D-5-77-122-46 Wikidata | BW             |
| Sammenheim 83 (Standort)   | Wohnstallhaus                                   | Eingeschossiger giebelständiger Satteldachbau, Mitte 19. Jahrhundert | D-5-77-122-27 Wikidata | BW             |
| Sammenheim 87 (Standort)   | Kleinbauernhaus                                 | Ehemaliges Wohnstallgebäude, eingeschossiger Satteldachbau, um 1800; mit Ausstattung | D-5-77-122-22 Wikidata | BW             |
| Sammenheim 94 (Standort)   | Wohnstallhaus eines Bauernhofes                 | Eingeschossiger Satteldachbau, erste Hälfte 19. Jahrhundert | D-5-77-122-28 Wikidata | BW             |
| Sammenheim 94 (Standort)   | Scheune                                         | Massiver Satteldachbau mit Fledermausgauben, 18./19. Jahrhundert | D-5-77-122-28 Wikidata | BW             |
| Sammenheim 96 (Standort)   | Austragshaus                                    | Eingeschossiger Satteldachbau, bezeichnet „1829“ | D-5-77-122-29 Wikidata | BW             |

### Sausenhofen
| Lage                      | Objekt                                           | Beschreibung | Akten-Nr.              | Bild           |
| ------------------------- | ------------------------------------------------ | --- | ---------------------- | -------------- |
| Sausenhofen 23 (Standort) | Ehemalige Dorfschmiede                           | Zweigeschossiger Satteldachbau, südlich abgewalmt, in Ecklage, Obergeschoss und Giebel Fachwerk, wohl 18. Jahrhundert                                                                                         | D-5-77-122-35 Wikidata | BW             |
| Sausenhofen 23 (Standort) | Ehemalige Dorfschmiede, Nebengebäude             | Eingeschossiger Satteldachbau, mit Zwicktaschendach, wohl 19. Jahrhundert | D-5-77-122-35 Wikidata | BW             |
| Sausenhofen 29 (Standort) | Pfarrhof, Pfarrhaus                              | Zweigeschossiges Gebäude mit Halbwalmdach, 1763 | D-5-77-122-31 Wikidata | BW             |
| Sausenhofen 29 (Standort) | Pfarrhof, Scheune                                | Massiver Bau mit Halbwalmdach, 18. Jahrhundert | D-5-77-122-31 Wikidata | BW             |
| Sausenhofen 29 (Standort) | Pfarrhof, ehemaliges Waschhaus                   | Eingeschossiger Walmdachbau | D-5-77-122-31 Wikidata | BW             |
| Sausenhofen 29 (Standort) | Pfarrhof, Pfarrgarten- und Hofmauer              | 18. Jahrhundert | D-5-77-122-31 Wikidata | BW             |
| Sausenhofen 30 (Standort) | Evangelisch-lutherische Filialkirche St. Michael | Chorturmkirche, einheitlicher neugotischer Bau unter teilweiser Einbeziehung des spätgotischen Vorgängerbaus, Sandsteinquader, Turmhelm mit farbig glasierten Ziegeln, 1865/68; mit Ausstattung               | D-5-77-122-30 Wikidata | weitere Bilder |
| Sausenhofen 30 (Standort) | Friedhofsmauer                                   | 1762 und 19. Jahrhundert | D-5-77-122-30 Wikidata | BW             |
| Sausenhofen 30 (Standort) | Ehemalige Schule                                 | Zweigeschossiger Walmdachbau, mit Putzgliederung, 18./19. Jahrhundert, im Kern 1670 | D-5-77-122-34 Wikidata | BW             |
| Sausenhofen 31 (Standort) | Ehemaliger Brauereigasthof und Dreiseithof       | Zweigeschossiges Gebäude mit Schopfwalm, mit fachwerksichtigem Obergeschoss und Giebel, vorkragende Giebelgeschosse, 1550/51, Kellergeschoss durch Türsturz datiert 1468; mit Vorgartenmauer, 18. Jahrhundert | D-5-77-122-33 Wikidata | BW             |

### Windsfeld
| Lage                    | Objekt                                          | Beschreibung | Akten-Nr.              | Bild                                            |
| ----------------------- | ----------------------------------------------- | --- | ---------------------- | ----------------------------------------------- |
| Windsfeld 1 (Standort)  | Ehemaliges Schulhaus                            | Zweigeschossiger Walmdachbau, 1808 erbaut, umgebaut 1884                                                                                  | D-5-77-122-39 Wikidata | BW                                              |
| Windsfeld 50 (Standort) | Evangelisch-lutherische Pfarrkirche St. Gangolf | Chorturmkirche, Turmuntergeschoss 15. Jahrhundert, Obergeschoss 1718, Langhaus 1823, Turmhelm mit buntglasierten Ziegeln; mit Ausstattung | D-5-77-122-41 Wikidata | Evangelisch-lutherische Pfarrkirche St. Gangolf |
| Windsfeld 50 (Standort) | Friedhof und Friedhofsummauerung                | Nördlicher Teil, 18./19. Jahrhundert | D-5-77-122-41 Wikidata | BW                                              |
| Windsfeld 52 (Standort) | Pfarrhaus                                       | Zweigeschossiger Satteldachbau, zum Teil Fachwerk verputzt, 1715                                                                          | D-5-77-122-37 Wikidata | BW                                              |
| Windsfeld 54 (Standort) | Wohnstallhaus eines Bauernhofes                 | Zweigeschossiger giebelständiger Satteldachbau mit Mittelflur, 18./19. Jahrhundert                                                        | D-5-77-122-38 Wikidata | BW                                              |
| Windsfeld 56 (Standort) | Nebengebäude                                    | Langgestreckter eingeschossiger Satteldachbau, Bruchstein, teilweise Fachwerk, innen bezeichnet „1676“, „1760“ und „1772“                 | D-5-77-122-38 Wikidata | BW                                              |
| Windsfeld 61 (Standort) | Scheune                                         | Giebelständiger Satteldachbau, Fachwerk, 18./19. Jahrhundert                                                                              | D-5-77-122-40 Wikidata | BW                                              |
| Windsfeld 64 (Standort) | Hakenhof                                        | Wohnstallhaus, eingeschossiger giebelständiger Satteldachbau, 18./19. Jahrhundert, bezeichnet „1900“                                      | D-5-77-122-43 Wikidata | BW                                              |
| Windsfeld 64 (Standort) | Hakenhof, Scheune                               | Massiver Satteldachbau, wohl 19. Jahrhundert                                                                                              | D-5-77-122-43 Wikidata | BW                                              |
| Windsfeld 79 (Standort) | Ehemalige Zehntscheune                          | Massives Gebäude mit Halbwalmdach, 18. Jahrhundert                                                                                        | D-5-77-122-44 Wikidata | BW                                              |

## Ehemalige Baudenkmäler
In diesem Abschnitt sind Objekte aufgeführt, die früher einmal in der Denkmalliste eingetragen waren, jetzt aber nicht mehr. Objekte, die in anderem Zusammenhang – also z. B. als Teil eines Baudenkmals – weiter eingetragen sind, sollen hier nicht aufgeführt werden. Aktennummern in diesem Abschnitt sind ehemalige, jetzt nicht mehr gültige Aktennummern.

| Lage                                  | Objekt                | Beschreibung                                                                                           | Akten-Nr.              | Bild |
| ------------------------------------- | --------------------- | --- | ---------------------- | ---- |
| Sammenheim Sammenheim 43 (Standort)   | Wohnstallhaus         | Eingeschossiger traufständiger Satteldachbau, teilweise Zwicktascheneindeckung, frühes 19. Jahrhundert | D-5-77-122-23 Wikidata | BW   |
| Sausenhofen Sausenhofen 42 (Standort) | Ehemaliges Hirtenhaus | Eingeschossiger traufständiger Satteldachbau, mit fachwerksichtigem Giebel, 18. Jahrhundert            | D-5-77-122-32 Wikidata | BW   |

## Abgegangene Baudenkmäler
In diesem Abschnitt sind Objekte aufgeführt, die früher einmal in der Denkmalliste eingetragen waren, jetzt aber nicht mehr existieren, z. B. weil sie abgebrochen wurden. Aktennummern in diesem Abschnitt sind ehemalige, jetzt nicht mehr gültige Aktennummern.

| Lage                                     | Objekt        | Beschreibung                                                                             | Akten-Nr.             | Bild |
| ---------------------------------------- | ------------- | ---------------------------------------------------------------------------------------- | --------------------- | ---- |
| Dittenheim Alemannenstraße 11 (Standort) | Wohnstallhaus | Eingeschossiger giebelständiger Satteldachbau, Naturstein verputzt, Ende 18. Jahrhundert | D-5-77-122-5 Wikidata | BW   |